# Drumkul
Drumkul, auch als Dirumkul bezeichnet, ist ein See im Süden der Provinz Berg-Badachschan im zentralasiatischen Tadschikistan. Er entstand durch die Stauung des Flusses Dumdara, eines Nebenflusses der Schachdara. Die Dumdara und ihre Zuflüsse werden vom Schmelzwasser der vergletscherten Schugnankette gespeist.

## Entstehung
Über die Entstehung des Sees gibt es geteilte Meinungen: Zum einen wird ein Hangrutsch als möglicher Grund für die Stauung des Flusses angegeben, zum anderen zeigen jedoch Untersuchungen der tadschikischen Behörden, dass sich im Tal zahlreiche Endmoränen befinden, von denen die jüngeren Moränen auch im Bereich des Sees anzutreffen sind. Wo sich der Abfluss des Damms in das Gestein gegraben hat, ist auch das typische Profil einer Endmoräne mit Geröllsedimenten oder Orientierung der länglichen Gesteinsfragemente entlang der Längsrichtung des Tals zu erkennen. Sie ähneln auch jenen Moränen in den benachbarten Tälern.

## Lage
Der Drumkul liegt im nördlichen Teil des Pamir-Gebirges, etwa 75 km östlich der Provinzhauptstadt Khorog. Der See selbst liegt auf 3345 Metern über dem Meeresspiegel und ist 3,5 Kilometer lang und 200 bis 300 Meter breit, sowie bis zu 45 Meter tief. Der See  besitzt ein in dieser Region übliches semiarides Klima. Das einzige Dorf am Ufer des Sees, Sedje, wird von ca. 900 Menschen besiedelt.

## Flora und Fauna
Die Unterwasservegetation besteht hauptsächlich aus Laichkräutern. Die einzige Fischart im See ist der Schizothorax intermedius, eine Karpfenart der Gattung Schizothorax. Der See und das Tal rund um den See mit einer Fläche von 380 km² sind als Important Bird Area („wichtiges Vogelschutzgebiet“) ausgewiesen, und beherbergen eine große Anzahl an Vogelarten, sowohl dauerhaft ansässige Populationen als auch Zugvögel. Darunter befinden sich dort heimische Vogelarten wie der der Mauerläufer, die Tibetlerche, der Gänsesäger oder die Alpendohle. Seltenere Vogelarten sind der Bartgeier, der Schneegeier, der Steinadler, der Sakerfalke, der Weißkappenrotschwanz und das Purpurhähnchen. Zur Fauna gehören außerdem der Sibirische Steinbock, der Royle-Pfeifhase sowie der Schneeleopard und der Wolf.